# Simon Pontdemé
Simon Pontdemé, né le 4 mai 1988 à Niort, est un footballeur français évoluant actuellement au poste de gardien de but au FC Chambly.

## Biographie

### Formé chez les Chamois niortais
En 2004, Pontdemé figure dans l'effectif des Chamois niortais pour la saison 2004-2005, saison où Niort est relégué en National, il n'y joue aucun match. Lors de la saison 2006-2007, il joue ses deux premiers matchs chez les professionnels : le 1er décembre 2006 où il est titulaire face à l'US Créteil-Lusitanos, il s'incline trois fois sur des buts d'Ali El-Omari et de Patrice Vareilles (score final : 3-1) et le 25 mai 2007 où il rentre à la place de David Klein et garde sa cage inviolée contre l'AC Ajaccio.
Il signe son premier contrat professionnel en septembre 2007. La saison 2007-2008 voit Pontdemé gagner sa place dans les buts niortais et disputer 27 matchs pour un total de 2386 minutes de jeu et de 38 buts encaissés.
Entre 2005 et 2007, il est aussi sélectionné dans les équipes de France des moins de 18 ans et moins de 19 ans. Il participe comme doublure de Johann Carrasso à l'Euro des -19 ans en 2007 mais il n'entre pas en jeu lors de la compétition. La France s'incline en  demi-finale de cet Euro.
Lors de la saison 2008-2009, il joue en National avec les Chamois niortais et apparaît lors du premier tour de la coupe de la Ligue et la défaite 2-1 face à l'US Créteil.

### Stade brestois
La saison 2009-2010 voit Pontdemé quitter son club formateur de Niort (relégué en CFA) pour le Stade brestois, dont le gardien numéro 1 est Steeve Elana. 
Cette saison voit naître une nouvelle aventure pour Pontdémé sous ses nouvelles couleurs, celle de la coupe de France ; lors de l'entrée de Brest au huitième tour, il sera dans les buts face au Rennes TA, club de division Honneur et verra son équipe gagner 2-1. Pontdemé sera présent lors des victoires face à GSI Pontivy 1-0 et contre Toulouse FC 2-0 sur la pelouse du Stadium. Mais l'aventure s'arrêtera au stade Félix-Bollaert contre le Racing Club de Lens en huitième de finale avec une défaite 2-1 après prolongation.
Brest monte en Ligue 1 après sa deuxième place de la saison 2009-2010 mais Pontdemé est victime d'une inflammation du psoas. Il est de retour le 11 août 2010 mais il perd sa place de doublure de Steeve Elana, prise par Gaëtan Deneuve, il devient gardien de la réserve.

### AJ Auxerre
Le 3 février 2011, Pontdemé s'engage pour un an et demi avec Auxerre en doublure d'Olivier Sorin, après la blessure de 6 mois de Rémy Riou dont le contrat se termine en juin 2011. Il confiera y avoir passé le passage le plus compliqué de sa carrière. Arrivé alors que le club est relégable et en tant que joker médical, il ne peut jouer qu'en Ligue 1, ce qui n'arrivera pas. Faute de matches avec la réserve, il perdra alors confiance en ses qualités. 
En fin de contrat en juin 2012, il quitte Auxerre. En novembre 2012, toujours sans club, il s'entraîne avec Niort.

### Le Havre AC
En janvier 2013, il signe un contrat en faveur du HAC pour une durée d’une saison et demi. Il y pallie les départs conjugués de Johny Placide pour Reims et de Brice Samba pour l'Olympique de Marseille.

### Le Mans FC
Le 28 janvier 2015, il rejoint Le Mans FC, évoluant dans le Groupe B de CFA 2.

### FC Chambly
Le 21 juin 2015, il signe dans un club isarien de National le FC Chambly pour le poste de gardien numéro 1. À la fin de cette saison, il est nommé pour le trophée FFF du meilleur gardien 2015-2016. C'est la saison d'après, nommé une nouvelle fois, qu'il remporte le trophée FFF du meilleur gardien du National 2016-2017. Il est également choisi dans l'équipe type du National par FFF et Foot National.
Lors de ses 4 premières saisons à Chambly en National, Simon Pontdemé se révèle comme l'un des meilleurs joueurs du championnat. Nommé 4 années consécutives parmi les 3 meilleurs gardiens, il remporte le trophée FFF du meilleur gardien du National la saison 2016-2017 et la saison 2018-2019, ainsi que les trophées de l'équipe type de la saison.
Il devient le joueur le plus titré avec son club le Chambly FC.
En mai 2019, Simon Pontdemé est l'un des acteurs de la montée de Chambly FC en Ligue 2. Il revient ainsi à ses premiers amours, le championnat professionnel. 

## Carrière
| Saison                | Club                  | Championnat           | Championnat | Championnat | Coupe nationale | Coupe nationale | Coupe de la Ligue | Coupe de la Ligue | Total | Total |
| Saison                | Club                  | Division              | M.          | B.          | M.              | B.              | M.                | B.                | M.    | B.    |
| 2005-2006             | Chamois niortais      | National              | -           | -           | 1               | 0               | -                 | -                 | 1     | 0     |
| 2006-2007             | Chamois niortais      | Ligue 2               | 2           | 0           | -               | -               | -                 | -                 | 2     | 0     |
| 2007-2008             | Chamois niortais      | Ligue 2               | 27          | 0           | -               | -               | 3                 | 0                 | 30    | 0     |
| 2008-2009             | Chamois niortais      | National              | 23          | 0           | -               | -               | 1                 | 0                 | 24    | 0     |
| 2009-2010             | Stade brestois 29     | Ligue 2               | -           | -           | 3               | 0               | -                 | -                 | 3     | 0     |
| 2010-2011             | Stade brestois 29     | Ligue 1               | -           | -           | -               | -               | -                 | -                 | 0     | 0     |
| 2010-2011             | AJ Auxerre            | Ligue 1               | -           | -           | -               | -               | -                 | -                 | 0     | 0     |
| 2011-2012             | AJ Auxerre            | Ligue 1               | -           | -           | -               | -               | -                 | -                 | 0     | 0     |
| 2012-2013             | Le Havre AC           | Ligue 2               | 3           | 0           | -               | -               | -                 | -                 | 3     | 0     |
| 2013-2014             | Le Havre AC           | Ligue 2               | 2           | 0           | 1               | 0               | 2                 | 0                 | 5     | 0     |
| 2014-2015             | Le Mans FC            | CFA 2                 | 11          | 0           | -               | -               | -                 | -                 | 11    | 0     |
| 2015-2016             | FC Chambly-Thelle     | National              | 34          | 0           | 5               | 0               | -                 | -                 | 39    | 0     |
| 2016-2017             | FC Chambly Oise       | National              | 32          | 0           | -               | -               | -                 | -                 | 32    | 0     |
| 2017-2018             | FC Chambly Oise       | National              | 13          | 0           | -               | -               | -                 | -                 | 13    | 0     |
| Total sur la carrière | Total sur la carrière | Total sur la carrière | 147         | 0           | 10              | 0               | 6                 | 0                 | 163   | 0     |